# Сграда на Събранието на община Битоля на улица „Кирил и Методий“ № 6
Сградата на Събранието на община Битоля (на македонска литературна норма: Зграда на Собранието на општина Битола) е архитектурна забележителност в град Битоля, Северна Македония, обявена за паметник на културата.

## Местоположение
Разположена е на улица „Св. св. Кирил и Методий“ № 6. До нея е Сградата на Събранието на община Битоля на улица „Славко Лумбарко“ № 8.

## История
Изградена в 1903 година като собственост на „Свети Димитър“, катедралната църква на гръцката Пелагонийска митрополия. Сградата се използва като административна и е дадена на френското консулство в града.

## Архитектура
Архитектурната концепция на сградата е комбинация между жилищна и обществена сграда. Архитектурните му характеристики са чист френски неокласицизъм - един от най-хубавите примери в Северна Македония. Южната фасада е решена с чисти класически форми с дорийски колони с канелюри и балкон на етажа във вид на колонада, при което се формира отворена галерия. Фасадата е богато декорирана с профилация около прозорите както и употреба на керамопластични украси във вид на розети над отворената галерия.